# گریگوری آین
گریگوری آین (انگلیسی: Gregory Ain؛ ۲۸ مارس ۱۹۰۸ – ۹ ژانویهٔ ۱۹۸۸) معمار اهل ایالات متحده آمریکا بود. وی همچنین برندهٔ جوایزی همچون کمک‌هزینه گوگنهایم شده‌است.